# 딥노이드
딥노이드(DeepNoid Inc.)는 의료 진단부터 판독 보조, 질병 조기 진단 솔루션을 개발하는 의료 인공 지능 사업을 영위하는 대한민국의 의료 AI 전문 기업이다. 본사는 서울특별시 구로구 디지털로33길 48 (구로동, 대륭포스트타워7차)이며 대표이사는 최우식이다.

## 역사
2008년 설립되었다.

## 상장
KB투자증권을 주관사로 2021년 8월 17일에 코스닥 시장에 상장하였다.

## 참고문헌
1. ↑  미소정보기술·딥노이드, 의료 AI·빅데이터 융합 정밀의료 사업 맞손, AiTimes, 2023.08.23
2. ↑  딥노이드, 코스닥 상장 이후 2년 만에 첫 자금 조달 나선 배경은, 히트 뉴스, 2023.07.25
3. ↑  김재윤, 한국IR협의회 기업분석 딥노이드 2023.05.25[깨진 링크(과거 내용 찾기)]
4. ↑  물 만난 의료 AI…딥노이드, 올해 매출 100억 성과로 노 저을까, 오늘의 돈, 2023.06.02